# Microsoft
Microsoft Corporation er et af verdens største it-firmaer med base i Redmond ved Seattle i delstaten Washington i det nordvestlige USA.
Microsoft har været repræsenteret i Norden siden 1985, da datterselskabet Kista blev oprettet i Stockholm. I 1989 blev det danske datterselskab Microsoft Danmark oprettet. Microsoft Danmark har hovedkontor i Lyngby.
Selskabet er blandt andet kendt for Microsoft Windows, Office, Internet Explorer og Edge-browseren som blev lanceret sammen med Windows 10 d. 29. juli 2015.

## Historie

### 1975-1985: Begyndelsen
Microsoft blev grundlagt af Bill Gates og Paul Allen i 1975. Firmaets første produkt var en BASIC-fortolker til microcomputeren Altair 8800. Microsoft indgik i 1981 en kontrakt med IBM om at levere et styresystem til deres kommende produkt, den første pc. Microsoft havde på det tidspunkt ikke et styresystem på lager, men købte en CP/M-klon ved navn QDOS, som de omdøbte til PC-DOS.
IBM lod Microsoft beholde rettighederne til DOS, hvilket næppe var sket hvis IBM i tide havde indset pc'ens potentiale.. Pc'en blev en stor succes, ikke mindst efter at Compaq og sidenhen andre lancerede klon-pc'er, dvs. computere, der var kompatible med IBM's pc. Microsoft markedsførte DOS til de øvrige pc-producenter under navnet MS-DOS, og DOS blev hurtigt de facto-standarden på pc'er. Hermed var grunden lagt til Microsofts dominans på pc-platformen.
Bill Gates var Microsofts første administrerende direktør, og siden 1981 var han også formand for firmaets bestyrelse. I 2000 overgik chefstolen til Steve Ballmer, der havde været ansat i firmaet siden 1980, mens Gates fortsatte som bestyrelsesformand og chefsoftwarearkitekt.

### 1985-1995: OS/2 og Windows
I august 1985 startede Microsoft og IBM sammen udviklingen af nyt styresystem kaldet OS/2. 
Den 20. november 1985 udgav Microsoft sin første version af Microsoft Windows, oprindeligt en grafisk forlængelse for MS-DOS-styresystemet. 
I 1989 lancerede Microsoft sit flagskib, kontorpakken Microsoft Office. Den var sammensat af applikationer som Microsoft Word og Microsoft Excel. 
Microsoft lancerede Windows 3.0 den 22. maj 1990. Windows genererede på dette tidspunkt større indtægter til Microsoft end OS/2, og selskabet besluttede at flytte flere ressourcer fra OS/2 til Windows. Populariteten af OS/2 dalede i de efterfølgende år, og Windows blev hurtigt det dominerende styresystem på pc-platformen.
Under overgangen fra MS-DOS til Windows sikrede successen fra Microsoft Office at firmaet kunne tage store markedsandele fra sine konkurrenter såsom WordPerfect og Lotus 1-2-3[kilde mangler]. Ifølge The Register påstod Novell, den daværende ejer af WordPerfect, at Microsoft anvendte sit kendskab til kernen i DOS og Windows til at få Office til at køre hurtigere end sine konkurrenter.[kilde mangler] I sidste ende blev Microsoft Office det dominerende kontorprogram med en markedsandel langt større end dens konkurrenter.
Den 27. juli 1993 frigav Microsoft sit første serveroperativsystem, Windows NT 3.1. Det var et professionelt styresystem med Windows 3.1-brugergrænseflade, men en helt anden kerne. 
Den 24. august 1995 frigav Microsoft en ny version af Windows, Windows 95, der bl.a. bød på en helt ny brugergrænseflade, herunder en ny "Start"-knap. De første fire dage efter dets lancering blev der solgt mere end én million eksemplarer.[kilde mangler]

### 1995-2005: Internet og juridiske spørgsmål
Den 26. maj 1995, efter Bill Gates' interne "Internet Tidal Wave memo"[kilde mangler], begyndte Microsoft at udvide sit produktudbud til computernetværk og World Wide Web. Den 24. august 1995 blev en større online-tjeneste, MSN (Microsoft Network), iværksat som en direkte konkurrent til AOL. MSN blev en paraplybetegnelse for Microsofts online-tjenester. 
Microsoft fortsatte med at oprette filialer på nye markeder i 1996, begyndende med et joint venture med NBC om at oprette en ny 24-timers nyhedskanal, MSNBC. 
I 1997 blev Internet Explorer 4.0 frigivet til både Mac OS og Windows, hvilket markerede begyndelsen på overtagelsen af browser-markedet fra det rivaliserende firma Netscape. I oktober indgav det amerikanske justitsministerium et beslutningsforslag i den amerikanske Federal District Court, hvori man erklærede, at Microsoft havde overtrådt en aftale underskrevet i 1994, og justitsministeriet anmodede retten om at beordre Microsoft til at holde op med at levere Internet Explorer sammen med Windows.
I 1998 frigav Microsoft Windows 98, en opgradering af Windows 95 med indarbejdelse af en række internet-fokuserede funktioner og støtte til nye typer af enheder. 
Den 3. april 2000 blev en dom afsagt i sagen "USA versus Microsoft". Microsoft blev fundet skyldig i monopoldannelse og dømt til at blive delt op i to adskilte enheder. Opdelingen blev senere omstødt af en føderal appeldomstol.
Windows XP blev frigivet den 25. oktober 2001. Windows XP kombinerede programkoden fra det professionelle Windows NT og de forbrugerorienterede Windows 95 og 98 i ét operativsystem. XP indførte en ny grafisk brugergrænseflade, den første ændring i brugergrænsefladen siden Windows 95. 
Xbox var Microsofts første forsøg på spillekonsolmarkedet, som tidligere var domineret af Nintendo og Sony. Der opstod uro i marts 2004, hvor en antitrust-retssag var anlagt mod Microsoft af EU for at misbruge sin dominans med Windows-styresystemet. I sidste ende resulterede det i en dom med en bøde på 497 millioner euro (613 millioner amerikanske dollars).[kilde mangler]
En af Microsofts forretningstaktikker, beskrevet af en medarbejder som "embrace, extend and extinguish" (omfavn, udvid og udryd) går ud på at 'omfavne' en konkurrerende standard eller produkt, så udvide den med deres egne tilføjelser og derefter gøre den uforenelig med den oprindelige standard. Derefter kan den bruges til at udrydde konkurrenten, eventuelt ved at gøre det umuligt for konkurrenten at bruge Microsofts nye version af standarden. 
Mange firmaer og regeringer har i tidens løb sagsøgt Microsoft for brug af denne taktik og der er afsagt domme mod selskabet for milliarder af dollars.

Microsoft hævder at strategien ikke er anti-kompetitiv (konkurrenceudryddende), men snarere 'en måde at gennemføre kundernes ønsker'.

### 2006-nu: Vista og andre overgange
Microsoft købte i 2002 den danske udvikler af økonomi- og ERP-software, Navision, og indlemmede virksomheden i Microsoft Business Solutions-divisionen (MBS). Afdelingen i Vedbæk blev Microsofts første udviklingsafdeling i Europa og er stadig firmaets største uden for USA. Microsoft har også tidligere opkøbt andre ERP-firmaer, herunder Great Plains og Solomon og har i dag samlet alle produkterne under navnet Microsoft Dynamics, hvor de tidligere danskudviklede produkter Axapta og Navision nu hedder henholdsvis Dynamics Ax og Dynamics Nav.
Den 27. juni 2008 blev Bill Gates pensioneret fra den daglige aktivitet i virksomheden. Han beholdt dog i to år en stilling som chefsoftwarearkitekt (Chief Software Architect) og beholdt også sin stilling som bestyrelsesformand. 
Windows 10, udgivet i august 2015, er Microsofts nyeste operativsystem. Det er efterfølgeren til Windows 8/Windows 8.1 og Windows 7. Windows 10 vil være frit tilgængeligt for alle, også dem der har piratkopieret tidligere versioner af Windows, i et år fra udgivelsen. Dette er gjort for 1) At få en større markedsandel i Kina, hvor mange har piratkopieret tidligere versioner af Windows, og 2) For at spare på at kunne lukke supporten af tidligere versioner af Windows.

## Produkter
Firmaets mest populære produkter er operativsystemet Windows – efterfølgeren til DOS – og kontorpakken Office, der bl.a. inkluderer tekstbehandlingsprogrammet Word, regnearket Excel samt e-mail- og kalenderprogrammet Outlook.
Firmaet markedsfører i mindre omfang hardware (tastaturer, mus mv.) samt spilkonsollen Xbox og udbyder desuden en række online-tjenester, herunder besked- og opkaldsnetværket Skype.
Firmaets produkter og marketingstrategier er de senere år i stigende grad blevet genstand for debat, særlig som følge af en række anklager om monopollignende virksomhed og ufin virksomhedsetik, der på verdensplan har været fremsat mod firmaet, specielt af konkurrenter.
I 2006 meldte Microsoft, at firmaet havde påbegyndt et nyt projekt kaldt Project Argo. Dette projekt viste sig at være en konkurrent til de mange håndholdte multimedieafspillere, heriblandt den kendte iPod. Denne afspiller går i dag under navnet Zune.

## Brugerkultur
Teknisk reference for udviklere og artikler til forskellige Microsoft-magasiner såsom Microsoft Systems Journal (eller MSJ) er tilgængelig via Microsoft Developer Network, ofte kaldet MSDN. MSDN tilbyder også abonnementer for virksomheder og enkeltpersoner, og de mere dyre abonnementer tilbyder normalt adgang til pre-release beta-versioner af Microsoft-software. I de seneste år har Microsoft lanceret et community for udviklere og brugere, der har overskriften Channel9, som giver mange moderne features såsom en wiki og et internetforum. Et andet EF-websted, der giver daglige videocasts og andre tjenester, On10.net, blev lanceret den 3. marts 2006. 
Det meste af den gratis, tekniske support tilgængelig via Microsoft er leveret gennem online Usenet-nyhedsgrupper (i de tidlige dage blev det også leveret på CompuServe). Der er flere af disse nyhedsgrupper for næsten alle produkter, Microsoft leverer, og ofte er de overvåget af Microsoft-ansatte. Folk, der er nyttige på nyhedsgrupper, kan vælges af andre jævnbyrdige eller Microsoft-ansatte til Microsoft Most Valuable Professional (MVP)-status, hvilket kvalificerer personer til en særlig social status ud over muligheden for at opnå lavere priser og andre fordele.

## Microsoft versus IBM
Dommer Thomas Penfield Jackson fandt det i sin 207 sider lange kendelse klart, at på grund af IBM's markedsføring af Lotus SmartSuite, og andre alternativer til Microsoftprodukter (f.eks. World Book Electronic Encyclopedia i forhold til Microsoft Encarta), havde Microsoft straffet IBM med højere priser, sene licenser til Windows 95 og tilbageholdelse af teknisk support.

IBM opnåede først Windows 95 OEM-rettigheder, 15 minutter før Windows 95 blev frigivet (24. august 1995). På grund af denne usikkerhed blev IBM-pc'er solgt uden Windows 95, mens Compaq, HP og andre føjelige selskaber solgte pc'er med Windows 95 fra første dag.

## Sagsanlæg mod danske virksomheder
Den 10. december 1997 modtog Sorø Micro Soft et sagsanlæg fra Microsoft med krav om ændring af forretningens navn. Sorø-firmaet havde registreret navnet allerede i 1979, og da navnet Microsoft først blev registreret i 1989, kunne den danske virksomhed dokumentere ejerskab til navnet i længere tid end Microsoft, som måtte opgive navneretssagen mod Sorø Micro Soft.